# Schwarzbauch-Laternenhai
Der Schwarzbauch-Laternenhai (Etmopterus lucifer) ist eine Art der Gattung Etmopterus innerhalb der Laternenhaie (Etmopterinae; auch als Familie Etmopteridae eingestuft). Er erreicht eine maximale Körperlänge von etwa 42 Zentimetern. Diese Art kommt im Küstenbereich verschiedener Ozeane der südlichen Hemisphäre vor, unter anderem an den Küsten Australiens, Südamerikas und Afrikas.

## Aussehen und Merkmale
Der Schwarzbauch-Laternenhai ist ein kleiner Hai mit einer maximalen Körperlänge von etwa 42 Zentimetern, die Geschlechtsreife erreichen die Männchen mit etwa 29 und die Weibchen mit etwa 34 Zentimetern. Er hat einen für die Laternenhaie typischen langgestreckten Körper, der allerdings deutlich gestauchter als bei verwandten Arten ist. Der Kopf ist lang und zugleich breit und oberseits abgeflacht. Die Körperfarbe ist oberseits braun, die Unterseite ist schwarz. Oberhalb der Bauchflossen befindet sich eine Zeichnung in Form einer schmalen Linie, die oberhalb der Flossen beginnt und bis zu diesen sowie danach in Richtung Schwanzflosse führt. Am unteren Ansatz der Schwanzstiels sowie im hinteren Teil der unteren Schwanzflosse gibt es jeweils weitere schwarze Linien. Auf dem Kopf, dem Rücken und den Körperseiten befinden sich Reihen aus kleinen und eng aneinander liegenden Zahnschuppen, die bis auf die Schwanzflosse reichen. Außerdem besitzt er die für die Laternenhaie typischen Leuchtorgane an der Bauchseite.
Er besitzt zwei Rückenflossen mit den ordnungstypischen Stacheln davor, jedoch keine Afterflosse. Die erste Rückenflosse beginnt hinter den Brustflossen über deren hinterem Rand und ist deutlich kleiner als die im Vergleich zu anderen Arten sehr große zweite Rückenflosse. Der Schwanz ist lang. Wie alle Arten der Familie besitzen die Tiere fünf Kiemenspalten, die bei dieser Art sehr lang sind, und haben ein Spritzloch hinter dem Auge.
Die unteren Zähne sind klingenähnlich, die oberen tragen in der Regel jeweils drei Zahnspitzen.
Der Schwarzbauch-Laternenhai verfügt über die Fähigkeit der Biolumineszenz, die vor allem im Bauchraum sichtbar ist.

## Verbreitung

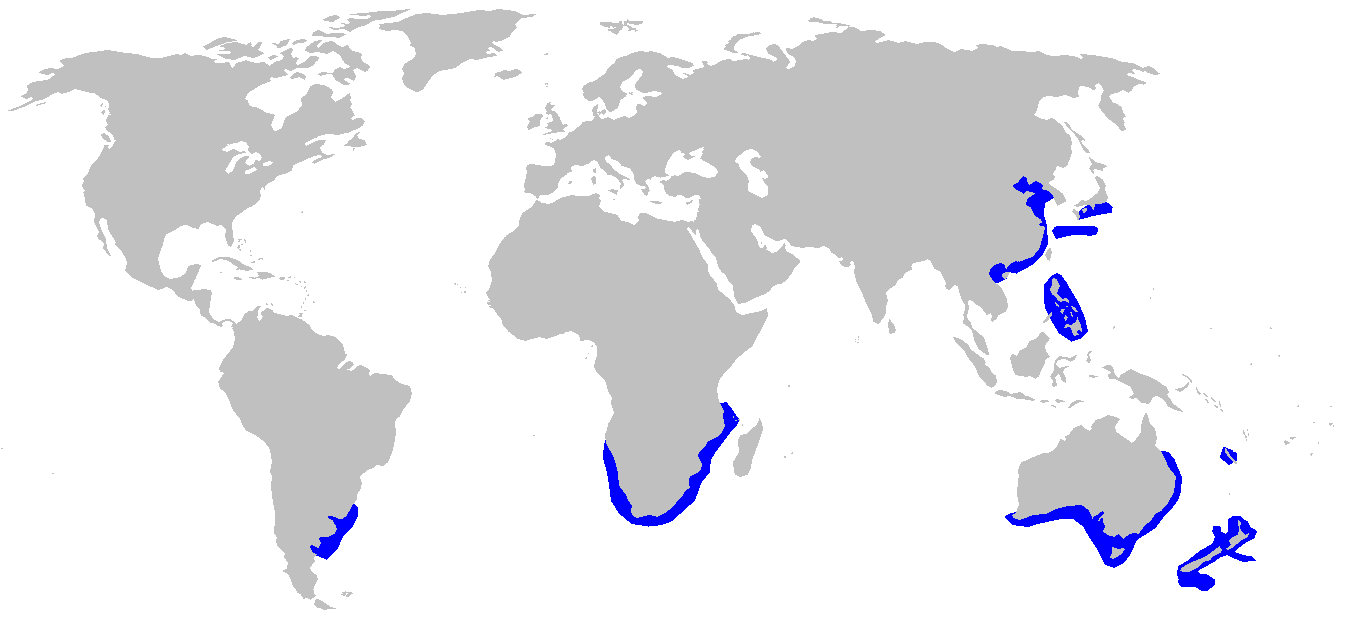
Verbreitungsgebiet des Schwarzbauch-Laternenhais

Das Verbreitungsgebiet dieser Art umfasst die Küstengebiete verschiedener Ozeane der südlichen Hemisphäre. Das Hauptverbreitungsgebiet liegt im westlichen Pazifik, wo sie vor den Küsten von Japan, in Teilen des Chinesischen Meeres an den Küsten Chinas sowie an den Küsten Australiens, Neukaledoniens und Neuseelands vorkommt. Weitere Nachweise gibt es aus dem südöstlichen Indischen Ozean vor den Küsten Afrikas, aus dem südlichen Atlantik vor Südamerika und aus anderen Regionen der südlichen Ozeane. Sie lebt meist in Bodennähe und kommt in Tiefen von etwa 160 bis 1350 Metern vor; um Neuseeland ist sie vor allem in etwa 500 Metern Tiefe zu finden.

## Lebensweise
Der Schwarzbauch-Laternenhai lebt im Tiefsee-Bereich des Kontinental- und Inselschelfs sowie im Bereich von unterseeischen Bergen pelagisch oder in Bodennähe. Da er auch in mittleren Tiefen gefangen wurde, ist es möglich, dass er nachts vertikale Wanderungen aus der Tiefsee in das höhere Pelagial unternimmt. Wie andere Haie ernährt er sich räuberisch, wahrscheinlich vor allem von kleineren Fischen, Tintenfischen und anderen wirbellosen Tieren. Über seine Lebensweise liegen darüber hinaus keine Daten vor.
Er ist wie andere Arten der Ordnung wahrscheinlich lebendgebärend (ovovivipar).

## Systematik
Der Schwarzbauch-Laternenhai ist eine eigenständige Art innerhalb der Laternenhaie. Er wurde 1902 von David Starr Jordan und John Otterbein Snyder wissenschaftlich beschrieben.

## Gefährdung
Der Schwarzbauch-Laternenhai ist in der Roten Liste der IUCN als nicht gefährdet („least concern“) gelistet. Die Populationsgröße und -entwicklungen sind für den größten Teil des Verbreitungsgebiets unbekannt, aber es wird davon ausgegangen, dass die Art in den Gewässern um Neuseeland eine relativ hohe Populationsgröße hat. Er wird als Beifang mit Mittelwasser- und benthischen Schleppnetzen und Langleinen gefangen; aufgrund seiner geringen Größe kommt dies jedoch nur selten vor, und in tieferen Bereichen seines Verbreitungsgebietes ist die Fischereiaktivität begrenzt. Angesichts seiner weiten geographischen und bathymetrischen Verbreitung, von der Teile nur minimalem Fischereidruck ausgesetzt sind, ist die Gefährdung für die Bestände gering.

## Belege
1. 1 2  Etmopteridae.: Lantern sharks. In: Compagno et al. 2004
2. 1 2 3 4 5 6 7 8  Leonard Compagno, Marc Dando, Sarah Fowler: Sharks of the World. Princeton Field Guides, Princeton University Press, Princeton und Oxford 2005; S. 102. ISBN 978-0-691-12072-0
3. ↑  Jérôme Mallefet, Darren W. Stevens, Laurent Duchatelet: Bioluminescence of the Largest Luminous Vertebrate, the Kitefin Shark, Dalatias licha: First Insights and Comparative Aspects. In: Frontiers in Marine Science. Band 8, 2021, ISSN 2296-7745, doi:10.3389/fmars.2021.633582 (frontiersin.org [abgerufen am 3. März 2021]).
4. ↑  Blaues Licht in der Tiefsee – Leuchtende Haie faszinieren Forscher. In: Der Spiegel. Abgerufen am 3. März 2021.
5. 1 2 3 4  Etmopterus lucifer in der Roten Liste gefährdeter Arten der IUCN 2018. Eingestellt von: B. Finucci, D.A. Ebert, A. Schaaf-Da Silva, 2009. Abgerufen am 14. Mai 2020.
6. 1 2  Schwarzbauch-Laternenhai auf Fishbase.org (englisch)